# 芬兰自由会差会

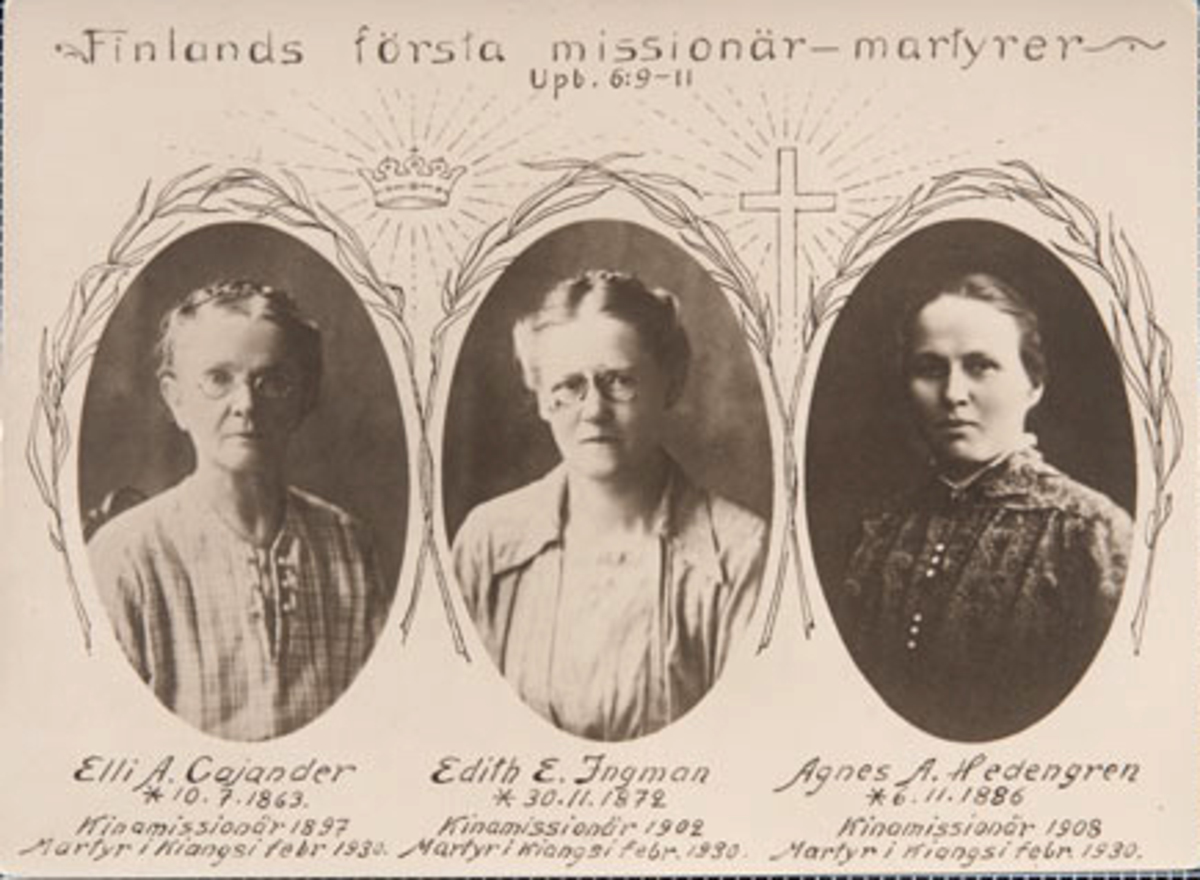
芬兰首批传教殉道士，从左起：康月娥、颜懿廉、席爱仁

芬兰自由会差会（瑞典語：Fria Mission i Finland，FFC）是芬兰的一个传教组织，成立于1890年，是与中国内地会有联系的协同公会。
1891年，芬兰自由会的女传教士梅小姐（A. Meyer）来华传教。1899年，自由会的女传教士开始在永新工作。
1917年，自由会在中国江西省有两处传教站：永新县（1899年）、永丰县（1907年），有西教士7人。1919年，自由会在江西有西教士8人，受餐信徒138人。1934年，在江西有西教士4人。
1930年2月，三位芬兰自由会女传教士在江西吉安到樟树逃亡途中，1898年来华年迈的康月娥不幸身亡，1903年来华的颜懿廉、1909年来华的席爱仁被杀。